# Сърцето на зимата
„Сърцето на зимата“ (на английски: Winter's Heart) е деветата книга от фентази поредицата „Колелото на времето“ от американския автор Робърт Джордан. Тя е публикувана от „Тор букс“ и издадена на 7 ноември 2000 г. При излизането си, веднага заема първа позиция на листата на Ню Йорк Таймс за научна фантастика, ставайки втората книга от поредицата. Тя оглавява листата. Задържа позицията си за следващите 2 месеца. „Сърцето на зимата“ се състои от пролог и 35 глави.
Заглавието е препратка към охладняването на характера на Ранд ал-Тор и към завръщането на зимата след нормализирането на климата.

## Сюжет
Много от събитията в Сърцето на зимата се случват едновременно със събития от следващата част, Кръстопътища по здрач. Перин Айбара и следовниците му преследват Шайдо Айил, които са отвлекли жена му Файле Башийр. Елейн Траканд полага усилия да затвърди позицията си на щерка-наследница на Андор и да потуши бунтовните стремежи на някои благородници.
Мат Каутон, завръщайки се в поредицата след отсъствието си от предишния том, е в капан в Ебу Дар, окупиран от сеанчанците. Той планира бягство, но накрая плановете му са осуетени от сеанчанска благородничка на име Тюон, която се оказва Щерката на Деветте луни, наследница на сеанчанския Кристален трон. Мат, който е чувал пророчеството за себе си, как се жени за Щерката на Деветте луни, отвлича Тюон вместо просто да я остави завързана в двореца.
Ранд ал-Тор, Прероденият дракон, е обвързан като Стражник от Елейн Траканд, Мин Фаршоу и Авиенда. Той залага капан за предателите Аша'ман във Фармадинг и убива повечето от тях. Междувременно Лан убива Торам Риатин в двубой. Хванат от стражите, Ранд е затворен за кратко и после освободен от Айез Седай Кацуан Мелайдрин и други Сестри, които я поддържат. Ранд и Нинив ал-Мийра Пътуват до Шадар Логот. Там те, защитавани от Кацуан, Айез Седай и предани Аша'ман,  използват Чедан Кал да прочистят сайдин от покварата на Тъмния, така че преливащите мъже да не полудяват повече. Поради използването на толкова голяма сила ключът, направен за преливащи жени, е унищожен.

### Прочистването на сайдин
В книгата Ранд ал-Тор прави смайващо изявление: той вярва, че може да прочисти мъжката половина на Верния извор от покварата на Тъмния, замърсявала я в продължение на три хиляди години. Той разбира как може да го направи чрез внимателен въпрос към Аелфините и към Херид Фел. Подготовката му носи богат резултат когато той и Нинив ал-Мийра се включват към огромните ша'ангреали Чедан Кал и изливат покварата върху мъртвия град Шадар Логот. Ранд успява да го направи, създавайки тръба от чист сайдар и филтрирайки сайдин през нея. Покварата на Шадар Логот, която представлява есенция на чистата омраза към Тъмния и Сянката, привлича покварата на сайдин и реагира с нея така, че двата елемента взаимно се унищожават.
В Нож от Блянове е потвърдено, че сайдин е чист и от Айез Седай, и от Аша'ман. Според Джордан обаче, макар преливащите мъже вече да нямат нужда да се страхуват от последиците на преливането, пречистването не възстановява разсъдъка на онези, вече полудели от покварата.
По време на пречистването се състои битка между силите на Сянката и на Светлината. Вторите, под командата на Кацуан, се разделят на няколко групи от Айез Седай и Аша'ман, свързани помежду си чрез Силата, за да са готови за предстоящата атака. Айез Седай Сарийн и Кореле са свързани с Аша'ман Деймир Флин, а Елза (тайно от Черната Аджа) и Мерайз са свързани с Джаар (Стражник на Мерайз, комуто е поверен Каландор). Несуне, Белдеин и Дайгиан са свързани с Ибин Хопвил. Верин и Кумира образуват кръг с Ветроловката от Морския народ Шалон. Бившата дамане Аливия се бие без кръг, но с помощта на комплект ангреали и тер-ангреали, създадени за битка, и от факта, че тя е най-силната и опитна преливаща на страната на Светлината дотогава.
Силите на Сянката са Циндейн (новото тяло на Ланфеар), Демандред, Осан'гар (ново тяло на Агинор, крие се под името Корлан Дашива сред Аша'ман), Могедиен, Грендал и Аран'гар, която по-рано е била Балтамел, но след прераждането си е получила тяло на жена, която все още прелива сайдин.
По време на битката Осан'гар е убит от Елза (особено ироничен момент, тъй като тя е Черна Аджа), Ибин Хопвил е убит от Аран'гар, а Кумира от Грендал. Освен това женската фигурка ключ за Чедан Кал е напълно разрушена и не може да се използва вече. Това разрушава и оригиналната статуя на Тремалкинг, което води до масови самоубийства сред народа на амаярите – те вярват, че разрушението е символ за край на Света на Илюзиите.